# Premijer Liga (håndbold)
Premijer Liga er mændenes toprække i håndbold i Kroatien.

## Liste over vindere
| - 1992 : Zagreb Loto - 1993 : Badel 1862 Zagreb (2) - 1994 : Varaždin(3) - 1995 : Badel 1862 Zagreb (4) - 1996 : Croatia banka Zagreb (5) - 1997 : Varaždin (6) - 1998 : Badel 1862 Zagreb (7) - 1999 : Badel 1862 Zagreb (8) - 2000 : Badel 1862 Zagreb (9) - 2001 : RK Zagreb (10) | - 2002 : RK Zagreb (11) - 2003 : RK Metković (1) - 2004 : RK Zagreb (13) - 2005 : RK Zagreb (14) - 2006 : RK Zagreb (15) - 2007 : RK CO Zagreb (16) - 2008 : RK CO Zagreb (17) - 2009 : RK CO Zagreb (18) - 2010 : RK CO Zagreb (19) - 2011 : RK CO Zagreb (20) | - 2012: RK CO Zagreb (21) - 2013 : RK Zagreb (22) - 2014 : RK Zagreb (23) - 2015 : RK PPD Zagreb (24) - 2016 : RK PPD Zagreb (25) - 2017: RK PPD Zagreb (26) - 2018 : RK PPD Zagreb (27) - 2019 : RK PPD Zagreb (28) |

|    | Klub      | Titler | År |
| -- | --------- | ------ | --- |
| 1. | RK Zagreb | 28     | 1992, 1993, 1994, 1995, 1996, 1997, 1998, 1999, 2000, 2001, 2003, 2004, 2005, 2006, 2007, 2008, 2009, 2010, 2011, 2012, 2013, 2014, 2015, 2016, 2017, 2018, 2019 |